# Lupatapata (territoire)
Pour la localité, voir Lupatapata.
Le territoire de Lupatapata est une entité déconcentrée de la province du Kasaï oriental en république démocratique du Congo.

## Géographie
On peut se poser la question de savoir d’où vient le mot « LUPATAPATA », la réponse est simple. Le mot Lupatapata tire son origine du plateau montagneux moins vaste trouvé au nord de cette entité dans le secteur de Mukumbi , précisément à côté de la montagne dénommée actuellement « CHANGEZ-VITESSE », partie integrante du groupement des Bakua Nsumpi.
Le territoire de Lupatapata avec sa superficie de 2 500 km2 est borné :
- A l’Est : par le prolongement de la rivière Mbuji Mayi qui le sépare de Territoires de Tshilenge, Katanda et Lusambo.
- A l’Ouest : par le village des Bakua Tshibuyi en Groupement des Bakwanga où nous avons des limites avec le Territoire de Miabi à gauche et avec celui de Kabeya Kamuanga à droite.
- Au Nord : par le ruisseau Tshintu Muanza qui nous sépare de Territoire de Dimbelenge en Province du Kasai–central.
- Au sud : par le ruisseau Nkatshia qui constitue nos limites avec le territoire de Miabi.  si les autres territoires vivent en paix , par contre celui de Lupatapata est souvent attaqué par la population de Dimbelenge aux frontières, violant ainsi nos limites avec la Province du Kasai -central.

### Climat
Le territoire est situé dans la région tropicale et humide avec deux saisons de durée inégale :
- saison de pluie : 8 à 9 mois
- saison sèche: 3 à 4 mois

La température est variable souvent entre 22,5 et 25 °C parfois atteint le maxima de 32 °C.

### Sol
Les sols du territoire de Lupatapata sont riches en fer et en alumines, catégorisés de la manière suivante :
- sols argilo- sablonneux : qu’on retrouve dans le secteur de Mudiba-Nkatshia, raison pour laquelle on y avait installé les paysannats avec objectif, l’utilisation rationnelle des terres arables
- sols sablonneux : dans le secteur de Kabala et Mulenda
- sols sablo-argileux : dans le secteur de Mukumbi
- sols alluvionnaires : qu’on retrouve le long des cours d’eau dans le secteur de Mukumbi et une partie des secteurs de Kabala et de Mudiba Nkatshua particulièrement le long de la rivière Lubilanji.

### Relief
Il est caracterisé par des collines et des plateaux repartis comme suit:
-SECTEUR DE MUKUMBI:  mont katekelayi 665m, mont kalundu 765m, mont lupatapata 779m
-SECTEUR DES KABALA et MUDIBA:  mont tshimuna 664  et le mont Katalame 615m
-SECTEUR DE MUDIBA-NKATSHIA: mont Tshinkasa 769m

### Végétation
-secteur de MIKUMBI: savanes boisées, forets savanes dans les dépressions plus des galeries ferestières.
-secteur de KABALA , MUDIBA et MULENDA: savanes herbeuses.
D’une façon générale, le territoire de Lupatapata dispose de trois types de végétations: l’hyparrenia, l’imparata cylindrica et panicum.

### Hydrographie
Le territoire de Lupatapata dispose de beaucoup des cours d’eau dont une grande partie se trouve dans le nord.
-principales rivières: Mbuji Mayi et Sankuru
-Ruisseaux: Mudiba, Nkatshia, Muya, Mulenda, Musengayi, Kamundu, Tshintu-Muanza, Kakangayi.
Il y qu’un seul Lac dénommé Lupatapata qui donne le nom au territoire, il est dans le secteur de Mukumbi.

## Histoire
Le territoire est créé en 1978, auparavant cette entité deconcentrée était un secteur appelé Baluba-Mbujimayi dépendant de la zone rurale de Tshilenge. À la suite du découpage territorial il est érigé en territoire (zone rurale à l'époque). 

## Commune
Le territoire compte une commune rurale de moins de 80 000 électeurs.
- Lupatapata, (7 conseillers municipaux)

## Secteurs
Le territoire compte 4 secteurs et 20 groupements :
- Secteur Kabala, constitué d'un groupement : Bakwanga.
- Secteur Mudiba, constitué de 3 groupements : Bakwa Hoie, Bakwa Tshisamba, Basangana.
- Secteur Mukumbi, constitué de 8 groupements : Bajila Kasanga II, Bakwa Mpuka II, Bakwa Lukoka, Bakwa Mbuyi Tshilunde, Bakwa Mulumba, Bakwa Nsumpi, Bakwa Nyanga II, Bena Tshilunde.
- Secteur Mulenda, constitué de 8 groupements : Bajila Kasanga I, Bakwa Kalonji Lusanga, Bakwa Kaya, Bakwa Bonji Tshibamba, Bakwa Mbuyi, Bakwa Mpuka I, Bakwa Nyanga I, Bakwa Tshilunde.

## Population
La tribu Luba domine le territoire suivie de clans principaux suivants: clan TETELA, SONGE et BANKUTSHIU qui sont minoritaires dans les différents secteurs.
- REPARTITION DE LA POPULATION

| ENTITE                       | HOMMES  | FEMMES  | GARCONS | FILLES  | TOTAL     |
| Commune rurale de Lupatapata | 12.434  | 15.382  | 15.910  | 15.886  | 42.552    |
| SECTEUR DE KABALA            | 15.887  | 18.549  | 25.759  | 29.264  | 89.459    |
| SECTEUR DE MUDIBA            | 19.025  | 28.702  | 8.034   | 11.584  | 67.345    |
| SECTEUR DE MUKUMBI           | 237.730 | 276.197 | 110.863 | 140.216 | 764.993   |
| SECTEUR DE MULENDA           | 4.035   | 5.283   | 5.158   | 6.373   | 20.849    |
| TOTAL TERRITOIRE             | 289.111 | 344.113 | 165.724 | 203.320 | 1.002.710 |

### Langues parlées dans ce territoire
- Tshiluba (80%)
- Lingala (15%)
- Swahili (5%)

## Économie
Le territoire est connu pour la présence de diamant à  travers tout le territoire (montagnes et lits de ruisseaux), ses nombreuses carrières de pierres plates et de chaux sa production agricole (maïs, huile de palme, niébé, arachides, manioc, braises.).

### Mines
Le territoire de Lupatapata a plusieurs Mines de diamant réparties de la manière suivante :
- secteur de Mukumbi: 23 mines
- secteur de Kabala: 6 mines
- secteur de Mudiba Nkatshia: 6 mines
- secteur de Mulenda: 1 mine

### Cultures Vivrières
Les principales cultures vivrières pratiquées à Lupatapata sont:
- Le manioc: 35%
- Le mais: 25%
- L’arachide: 15%
- Le niébé: 15%
- Paddy et Soja: 10%

Les secteurs de Kabila et Mudiba-Nkatshia sont réputés pour la culture de manioc et fournissent régulièrement sa farine au chef-lieu du Territoire comme au Grand Centre de consommation qu’est Mbujimayi.

### Cultures pérennes
- palmiers à huile:40%
- caféiers: 30%
- agrumes:20%
- autres arbres fruitiers tels que les avocatiers , les manguiers, les papayers: 10%

### Principales activités
Principales activités économiques pratiquées à Lupatapata :
- L’agriculture
- L’élevage et pêche
- Exploitation artisanale de diamant
- Petits commerces
- Exploitation artisanale de la chaux
- Transport taxi -moto

cette dernière a beaucoup gagné le marché pour la simple raison que les routes devenues impraticables par les véhicules, sont maintenant utilisées par les taxis-moto qui aident avec peine la population.

## Culture
La population préfère plus manger le fufu. Elle aime la musique traditionnelle, folklorique, les enfants comme les adultes préfèrent les jeux de cache-cache. Les gens se marient moyennant deux chèvres, velo du père, pieces de pagne dame pour la mère de la fille et le montant de la dot varie selon le rang social.
Le peuple de Lupatapata est caractérisé par une forte solidarité en cas de deuil dans une famille qui a perdu un de ses members, les gens font les cotisations et collectent de biens pour l’organisation du deuil jusqu’à   sa fin.
Une femme mariée ne peut pas connaitre sexuellement un autre mari en dehors de celui qui l’a épousé coutumièrement (dot) sinon, elle sera tuée par les ancêtres et les effets sont immédiats, soit la femme devient folle ou attrape une maladie incurable à  moins qu’elle passe  aux aveux pour que l’on arrange en famille. (Tshibawu)